# Vileda
Vileda è un'azienda e marchio registrato, che appartiene al Freudenberg Gruppe. Il marchio ebbe il primo brevetto nel 1948 con l'introduzione del "Panno per vetri Vileda". Secondo un sondaggio in Germania ha una conoscenza di marca del 97%. I prodotti Vileda sono esportati e fabbricati in 70 Paesi diversi.

## Storia
L'origine dell'azienda risale alla acquisizione della conceria "Heintze & Sammet" di Weinheim da parte di Carl Johann Freudenberg nel 1849. Nel 1936 viene acquisita l'azienda di Carl Ludwig Nottebohm che produce pelle sintetica. Dopo sviluppi vari viene creato il panno per vetri "Vileda Fenstertuch" nel 1948, con cui il marchio riceve il brevetto, con lo slogan "wie Leder" (="come pelle"), da cui il nome "Vileda".
Negli anni cinquanta e anni sessanta vengono sviluppati altri prodotti ad uso domestico. Gli sviluppi portarono alla creazione di "Topfreiniger" (1965), "Vileda Wischmop" (1985) o "Wischmat" (1993), guanti (1989) e cura del bucato (2004).

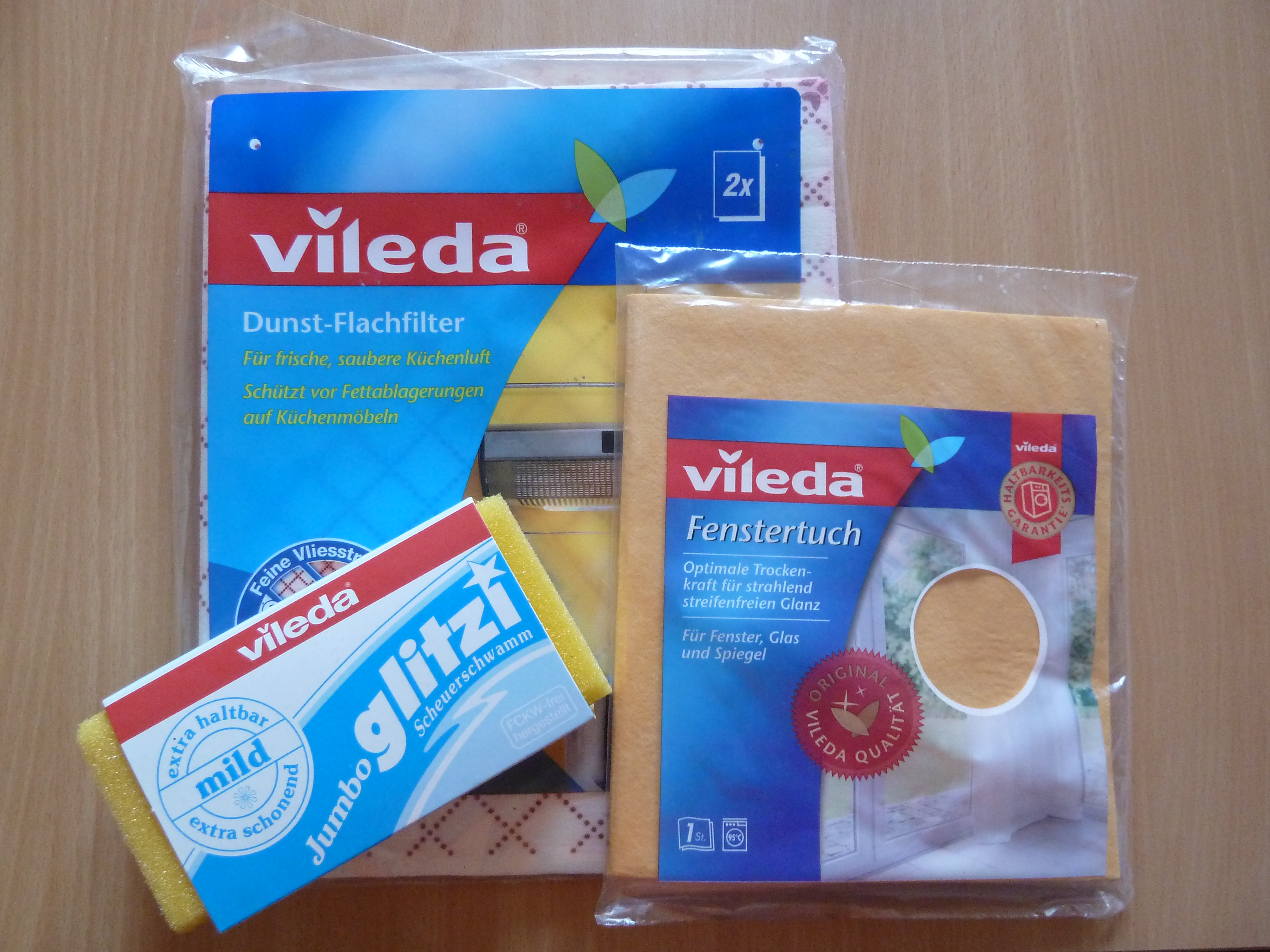
Prodotti Vileda

Dal marchio del 1948, anno del brevetto, venne fondata nel 1962 la "Vileda GmbH", che divenne poi marchio internazionale negli anni ottanta. Il 13 novembre 1990 la società Freudenberg Haushaltsprodukte K.G. diventa Holding del Freudenberg Gruppe con società controllate in sette Paesi europei.
I prodotti presenti sul mercato sono lavaggio stoviglie (asciughini e spugne), pulizia pavimenti (Mocio, secchiello), lavanderia, spazzole e scope, guanti (per casa e giardinaggio).

## Fatturato
La società della Freudenberg prodotti per la casa fattura nel ramo Consumer (circa 85% del totale) e Professional (ca. 15%). Nel 2006 il fatturato si aggirava su 626,9 mln di Euro e 650,3 mln di Euro nel 2007 con 2.348 dipendenti.